# Ар'ядева
Ар'ядева (санскр. आर्यदेव, Āryadeva) — південно-індійський буддистський монах, що жив у III столітті. Один із засновників школи мадх'яміка течії магаяни. Учень Нагарджуни. Дослідник принципів порожнечі. Автор теоретичної праці «Стокнижжя» (Сата-састра). Імена в інших мовах: Дайбада́тта (яп. 【提婆達多】, だいばだった) або скорочено — Да́йба яп. 【提婆】, だいば).